# Ronaldo Moraes
Ronaldo Moraes da Silva más conocido como Ronaldo Moraes (n. São Paulo, Brasil, 10 de julio de 1962) y es un exfutbolista brasileño. Jugaba de defensa y militó en diversos clubes de Brasil y Chile. Incluso formó parte del plantel de la Selección de fútbol olímpico de Brasil, que consiguió la medalla de plata, en el  Torneo de Fútbol de los Juegos Olímpicos de Los Ángeles 1984.

## Clubes
| Club                      | País   | Año       |
| ------------------------- | ------ | --------- |
| Corinthians               | Brasil | 1980-1981 |
| Internacional             | Brasil | 1982-1983 |
| Corinthians               | Brasil | 1984      |
| Internacional             | Brasil | 1984      |
| Gremio                    | Brasil | 1985-1987 |
| Santo André               | Brasil | 1987-1988 |
| Botafogo (Ribeirão Preto) | Brasil | 1989-1990 |
| Coquimbo Unido            | Chile  | 1991-1992 |
| Palestino                 | Chile  | 1993      |